# حفظ السلام

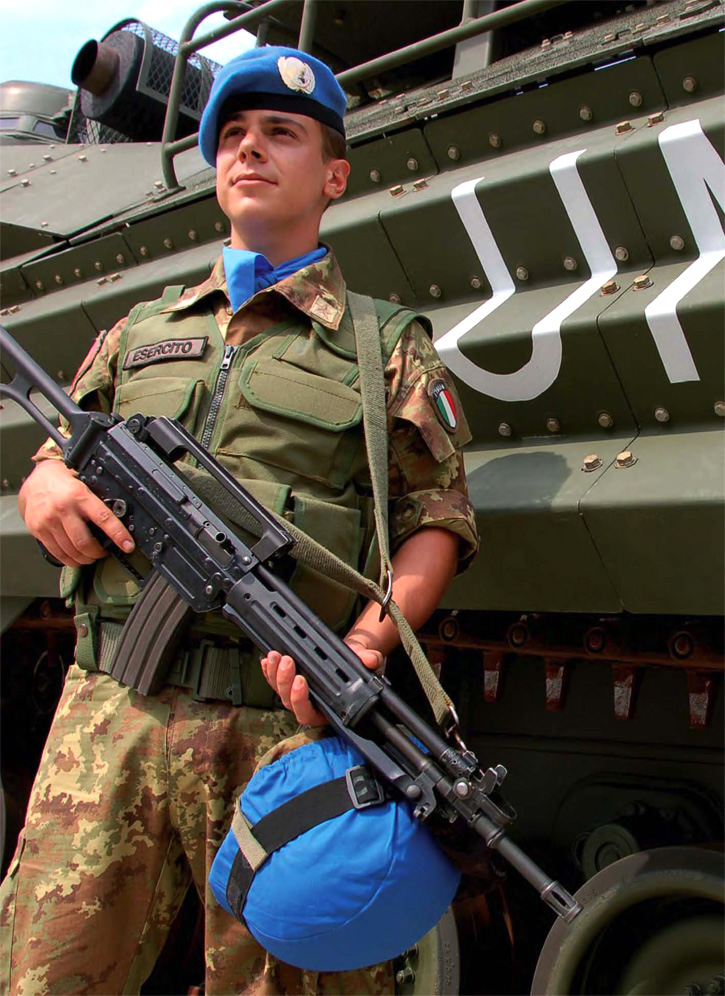
جندي من الجيش الإيطالي يقف حارسًا أثناء مهمة اليونيفيل في لبنان.

تُشير عملية حفظ السلام (بالإنجليزية: Peacekeeping)‏ إلى الأنشطة الرامية إلى تهيئة الظروف المؤاتية للسلام الدائم. وتخلص البحوث عموماً إلى أن عمليات حفظ السلام تقلل من وفيات المدنيين وتقلل من خطر تجدد الحرب. وبتعريف آخر، هو نشاط سياسي وعسكري، ينطوي على التواجد في الميدان، بموافقة الطرفين، لتنفيذ أو مراقبة الترتيبات المتعلقة بالسيطرة على الصراعات (وقف إطلاق النار، والفصل بين القوات)، وحلها سواءً الجزئي أو تسويات شاملة، وكذلك لحماية إيصال المساعدات الإنسانية.
تملك الأمم المتحدة مجموعة من حكومات ومنظمات الدول القومية، حيث المسؤولين عن عملية حفظ السلام يرصدون ويراقبون عمليات السلام في مناطق ما بعد الصراع على الصعيد الدولي، وقد يساعدون المقاتلين السابقين على تنفيذ التزامات اتفاق السلام التي اطلعوا بها. وقد تأتي هذه المساعدة بأشكال عديدة، بما في ذلك تدابير بناء الثقة، وترتيبات تقاسم السلطة، والدعم الانتخابي، وتعزيز سيادة القانون، والتنمية الاقتصادية والاجتماعية. وبناء على ذلك، يمكن أن تشمل قوات حفظ السلام التابعة للأمم المتحدة الجنود وضباط الشرطة والموظفين المدنيين.
لا ينبغي الخلط بين عملية حفظ السلام وبين تحقيق السلام.

## تعاريف عمليات حفظ السلام وأنواعها

### بعثات الأمم المتحدة لحفظ السلام

#### الفصل السادس والفصل السابع: أنواع المهمات
يشمل حفظ السلام مجموعة مختلفة من العمليات، وقد ميزت بيج فورتنا في كتابها «هل ينفع حفظ السلام؟» بين أربعة أنواع مختلفة من عمليات حفظ السلام، والأهم من ذلك، تأثر هذه الأنواع من البعثات وإجراءاتها بشدة بالولاية المأذونة لها. تتبع ثلاثة من هذه الأنواع نمط المهام القائمة على الموافقة، أو ما يدعى بمهام «الفصل السادس» بينما يدعى النوع الرابع بمهام «الفصل السابع». تندرج مهام الفصل السادس ضمن المهام القائمة على الموافقة، لذا تتطلب موافقة الفصائل المتحاربة المنخرطة من أجل العمل. تُجبر بعثة حفظ السلام على الانسحاب، إذا فقدت الموافقة. لا تتطلب بعثات الفصل السابع الموافقة، على الرغم من إمكانية الحصول عليها، إذ لا تضطر إلى الانسحاب إذا فقدت الموافقة في أي وقت كان.
1. بعثات المراقبة: تتكون من مجموعات صغيرة من المراقبين العسكريين أو المدنيين المكلفين بمراقبة وقف إطلاق النار أو انسحاب القوات أو غيرها من الشروط المنصوص عليها في اتفاقية وقف إطلاق النار. تكون البعثات هذه غير مسلحة عادةً، وتُكلّف بشكل أساسي بمراقبة ما يحدث وإعداد التقارير. لا تملك هذه البعثات المقدرة أو التفويض للتدخل في حال تراجع أي من الطرفين عن الاتفاق. تشمل أمثلة بعثات المراقبة، بعثة الأمم المتحدة الثانية للتحقق في أنغولا عام 1991 وبعثة الأمم المتحدة للاستفتاء في الصحراء الغربية.
2. بعثات الفصل: تُعرف أيضًا ببعثات حفظ السلام التقليدية، وتتكون من مجموعات أكبر من القوات المسلحة تسليحًا خفيفًا بهدف تشكيل حاجز بين الفصائل المتحاربة في أعقاب الصراع. تعمل هذه البعثات كمنطقة عازلة بين الجانبين، ويمكنها مراقبة الالتزام من الجانبين والإبلاغ عنه فيما يتعلق بالمعايير المحددة في اتفاق وقف إطلاق النار. تشمل الأمثلة على بعثات الفصل، بعثة الأمم المتحدة الثالثة للتحقق في أنغولا في عام 1994، وبعثة الأمم المتحدة للتحقق في غواتيمالا في عام 1996.
3. البعثات متعددة الأبعاد: تُنفّذ من قبل أفراد الجيش والشرطة، إذ يحاولون تنفيذ تسويات قوية وشاملة، فهم لا يعملون فقط كمراقبين أو وسطاء، بل يشاركون أيضًا في مهام متعددة الأبعاد، بما فيها الإشراف على الانتخابات، والإصلاحات في قطاع الشرطة وقوات الأمن، وبناء المؤسسات، والتنمية الاقتصادية، وأكثر من ذلك. تشمل أمثلة هذه البعثات، فريق الأمم المتحدة للمساعدة في فترة الانتقال في ناميبيا، وبعثة مراقبي الأمم المتحدة في السلفادور، وعمليات الأمم المتحدة في الموزمبيق.
4. بعثات إنفاذ السلام: من مهام الفصل السابع، ولا تتطلب- على عكس مهام الفصل السادس- موافقة الأطراف المتحاربة. تندرج هذه البعثات ضمن العمليات متعددة الأبعاد، وتضم أفرادًا مدنيين وعسكريين. القوة العسكرية كبيرة الحجم ومجهزة تجهيزًا جيدًا إلى حد ما وفقًا لمعايير الأمم المتحدة لحفظ السلام. تُكلّف البعثات باستخدام القوة لأغراض لا تتجاوز الدفاع عن النفس. تشمل الأمثلة مجموعة المراقبة التابعة للجماعة الاقتصادية لدول غرب أفريقيا وبعثة الأمم المتحدة في سيراليون في عام 1999، وكذلك عمليات الناتو في البوسنة (آيفور وسيفور).[2]

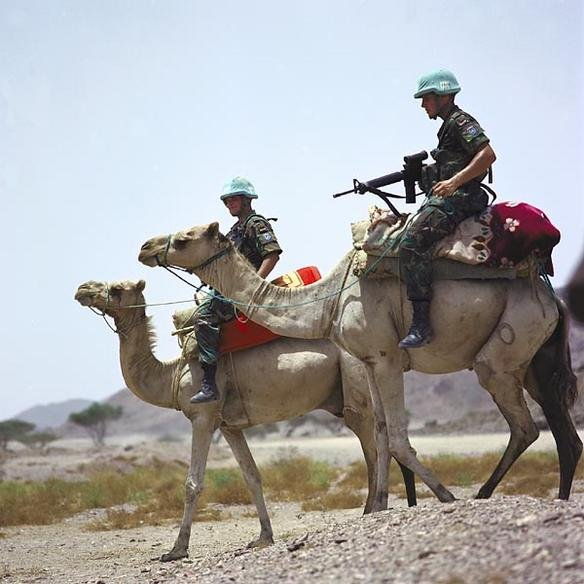
جنود هولنديون تابعون للأمم المتحدة وهم جزء من بعثة الأمم المتحدة في إثيوبيا وإريتريا، يرصدون الحدود بين إريتريا وإثيوبيا.

#### بعثات الأمم المتحدة خلال الحرب الباردة وبعدها
كانت عمليات حفظ السلام خلال الحرب الباردة، عمليات فصل بطبيعتها، لذا أشير إليها كعمليات حفظ سلام تقليدية. نُشرت قوات حفظ السلام التابعة للأمم المتحدة في أعقاب الصراع بين الدول، من أجل العمل كحاجز بين الفصائل المتحاربة وضمان الامتثال لشروط اتفاقية السلام المعمول بها. كانت البعثات قائمة على الموافقة، والمراقبون غير مسلحين في أغلب الأحيان، كما كان الحال مع هيئة الأمم المتحدة لمراقبة الهدنة في الشرق الأوسط، ووساطة الأمم المتحدة في نزاع كشمير بين الهند وباكستان. كان البعض الآخر مسلحًا، مثل قوة الطوارئ الأولى التابعة للأمم المتحدة، والتي تأسست أثناء أزمة السويس. نجحت هذه العمليات إلى حد كبير في هذا الدور.
اتّبعت الأمم المتحدة في حقبة ما بعد الحرب الباردة نهجًا أكثر دقة ومتعدد الأبعاد لحفظ السلام. وضع الأمين العام آنذاك بطرس بطرس غالي تقريرًا لعام 1992، في أعقاب الحرب الباردة، وشرح بالتفصيل مفاهيمه الطموحة للأمم المتحدة وحفظ السلام عمومًا. وصف التقرير الذي حمل عنوان «أجندة للسلام» مجموعة إجراءات متعددة الأوجه ومترابطة، هدفت إلى استثمار فعال لدور الأمم المتحدة في السياسة الدولية بعد الحرب الباردة. شمل ذلك استخدام الدبلوماسية الوقائية، وفرض السلام، وصنع السلام، وحفظ السلام، وإعادة الإعمار بعد الصراع.

### الهدف لبعثات الأمم المتحدة
في سجل الأمم المتحدة لعمليات حفظ السلام، يلخص «مايكل دويل» و«نيكولاس سامبانيس» تقرير بطرس غالي على النحو التالي: الدبلوماسية الوقائية، وتدابير بناء الثقة مثل بعثات تقصي الحقائق، وتفويضات المراقبين، والنشر المحتمل لقوات الأمم المتحدة كإجراء وقائي من أجل تقليص احتمالات العنف و النزاعات أو خطر وقوعها وبالتالي زيادة احتمالات السلام الدائم.